# Mặt trận Bình dân (Pháp)
Mặt trận Bình dân Pháp (tiếng Pháp: Front populaire) là một liên minh chính trị của các lực lượng cánh tả ở Pháp, bao gồm Đảng Cộng sản, Chi hội Pháp của Công nhân Lao động Quốc tế (SFIO), Đảng Cấp tiến và các chính đảng, tổ chức chính trị khác trong thời kì 1936 - 1938. Ba tháng sau chiến thắng của Mặt trận Bình dân Tây Ban Nha, Mặt trận Bình dân Pháp giành chiến thắng trong cuộc bầu cử cơ quan dân biểu Pháp tháng 5 năm 1936, dẫn tới việc thành lập một chính phủ đầu tiên do lãnh đạo SFIO Léon Blum đứng đầu và chỉ bao gồm các bộ trưởng của phe xã hội Chủ nghĩa cấp tiến và SFIO.
Chính phủ của Blum đã triển khai hàng loạt các cải cách xã hội. Phong trào công nhân ở Pháp đã chào đón thắng lợi bầu cử này bằng một cuộc tổng đình công vào tháng 5 và 6 năm 1936, dẫn tới việc thương lượng Thỏa thuận Matignon, một trong những hòn đá tảng của các quyền xã hội cơ bản ở Pháp. Tất cả người lao động được bảo đảm một kỳ nghỉ có hưởng lương hai tuần, và quyền của các công đoàn lao động được củng cố. Hào quang của phong trào xã hội chủ nghĩa được thể hiện rõ trong khẩu hiệu của thành viên SFIO Marceau Pivert: "Tout est possible!" (Mọi thứ đều có thể). Tuy nhiên, nền kinh tế Pháp tiếp tục trì trệ; tới năm 1938, sản xuất vẫn chưa hồi phục so với mức năm 1929, trong khi tiền lương cao hơn đã bị vô hiệu hóa bởi lạm phát. Các nhà doanh nghiệp tháo vốn đầu tư ra nước ngoài. Blum buộc phải ngừng các cải cách của ông và phá giá đồng franc. Sau khi nghị viện Pháp rơi vào tay những người bảo thủ, Blum và toàn bộ Mặt trận Bình dân mất quyền lực vào tháng 6 năm 1937. Blum sau đó được thay bằng Camille Chautemps, một người xã hội chủ nghĩa cấp tiến, nhưng Blum trở lại làm tổng thống vào tháng 3 năm 1938, trước khi được thay bằng Édouard Daladier, một người xã hội chủ nghĩa cấp tiến khác, ngay trong tháng sau đó. Mặt trận Bình dân tự giải tán vào mùa thu năm 1938 do những bất đồng nội bộ liên quan tới cuộc Nội chiến Tây Ban Nha (1936-1939), sự phản đối của phe cánh hữu, và nền kinh tế Pháp tiếp tục trì trệ.
Sau một năm với những hoạt động lớn, phong trào mất dần tinh thần từ tháng 6 năm 1937 và chỉ có thể tồn tại cầm chừng khi cuộc khủng hoảng ở châu Âu ngày càng tồi tệ. Những người xã hội bị loại ra, chỉ còn lại những người cấp tiến. Mặt trận không thể đáp ứng những kỳ vọng của cánh tả. Người lao động có thêm nhiều quyền mới, nhưng mức tăng lương 48 phần trăm của họ không còn ý nghĩa bởi mức tăng giá cả 46 phần trăm. Tỉ lệ thất nghiệp vẫn cao, và sản lượng công nghiệp chững lại. Các ngành kinh doanh gặp nhiều khó khăn trong việc thích nghi với lệnh áp đặt từ chính quyền 40 giờ làm việc mỗi tuần, gây ra những đứt gẫy lớn trong sản xuất ở một thời kỳ mà nước Pháp nỗ lực một cách tuyệt vọng để bắt kịp Đức, cả về sản lượng công nghiệp dân dụng lẫn quân sự.
Mặt trận Bình dân Pháp đã có ảnh hưởng tích cực tới phong trào dân chủ Đông Dương 1936 - 1939.

## Lịch sử
Mặt trận Bình dân Pháp được thành lập ngày 17 tháng 6 năm 1935 với chủ trương chống phát xít, đòi quyền lợi chính trị, kinh tế cho đông đảo quần chúng, thi hành chính sách đối ngoại hòa bình và cải thiện đời sống kinh tế, chính trị cho "các dân tộc hải ngoại" (tức các thuộc địa của Pháp).
Mặt trận giành thắng lợi trong cuộc bầu cử Quốc hội Pháp tháng 5 năm 1936 (386/610 ghế). Ngày 4 tháng 6 năm 1936, mặt trận thành lập chính phủ do Léon Blum đứng đầu. Chính phủ này đã thi hành một số chính sách đối nội và đối ngoại có tính chất giải phóng hơn cho các thuộc địa. Ngày 21 tháng 6 năm 1937, nội các Blum tan rã, nội các Chautemps lên thay.
Tháng 4 năm 1938, nội các Daladier lên cầm quyền, Mặt trận Bình dân Pháp kết thúc.